# 藤原恒興
藤原 恒興（ふじわら の つねおき）は、平安時代前期の貴族。藤原北家末茂流、中宮大夫・藤原秀道の子。官位は従五位上・左兵衛権佐。

## 経歴
右近衛将監を経て、陽成朝の元慶3年（879年）正月に従五位下に叙爵するが、同年2月に父・秀道が没している。のち右馬助に任ぜられ、元慶7年（883年）第30次渤海使に対する饗宴において、恒興は大使・裴頲に御衣一襲を贈るための中使を務めた。
光孝朝に入ると、元慶8年（884年）左兵衛権佐に遷り、仁和3年（887年）従五位上に至る。

## 官歴
『日本三代実録』による。
- 時期不詳：正六位上。右近衛将監
- 元慶3年（879年） 正月7日：従五位下
- 元慶6年（882年） 6月26日：見右馬助
- 元慶8年（884年） 5月29日：左兵衛権佐
- 仁和3年（887年） 正月7日：従五位上

## 系譜
『尊卑分脈』による。
- 父：藤原秀道
- 母：不詳
- 妻：不詳
  - 男子：藤原有時